# Rocca delle Penne
La rocca delle Penne o Pennone (1.501 m s.l.m.) è una montagna delle Prealpi Liguri nelle Alpi Liguri. Si trova tra la provincia di Imperia (Liguria) e quella di Cuneo (Piemonte).

## Toponimo
Il nome della montagna deriverebbe dall'antica radice celtica penn, che significa cima o vetta.

## Geografia

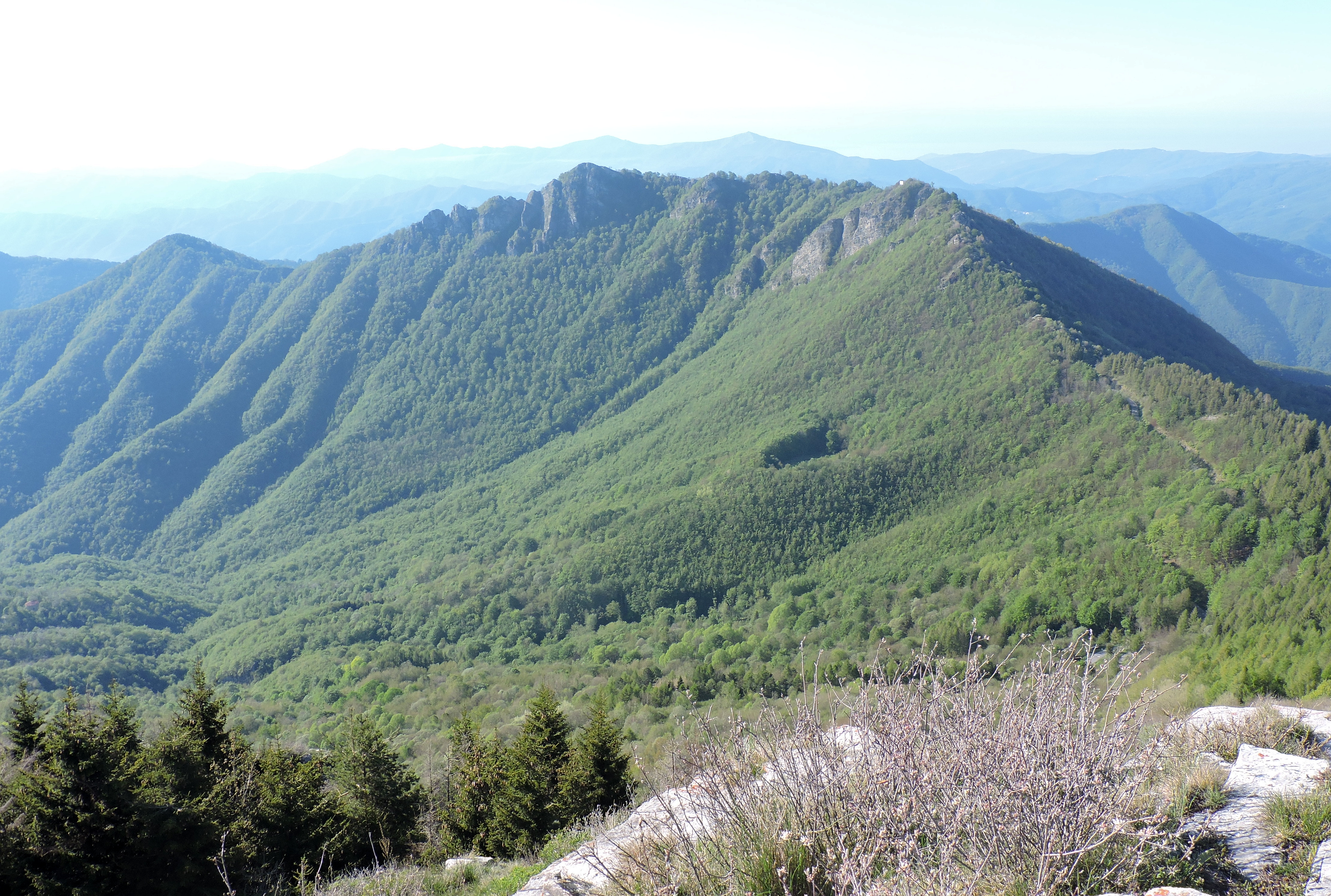
Vista dal Monte della Guardia

Si tratta della principale elevazione della "Dorsale della Rocca delle Penne", un gruppo di montagne che si stacca dalla catena principale alpina nei pressi del monte della Guardia e, dirigendosi verso sud-est, separa la valle Arroscia (a ovest) da quella del Pennavaire. La montagna è separata dal monte della Guardia dal colle di Caprauna, mentre in direzione del Mar Ligure la costiera prosegue con la vicina rocca Tramontina (1.495 m), divisa dalla rocca delle Penne da una sella a quota 1470 m.

## Accesso alla cima
La cima del rocca delle Penne può essere raggiunta per tracce di passaggio che si sviluppano nei pressi del crinale che congiunge il colle di Caprauna con la rocca Tramontina.